# 창세기의 우화적 해석
창세기의 알레고리 해석은 창세기를 문자적인 역사적 사건으로 보지 않고 오히려 상징 혹은 유형으로 읽는 것을 말한다. 또 다른 방식으로 창세기는 유대인과 기독교의 종파들을 위한 정경이며 믿는자들은 일반적으로 그것을 영적 중요성이 있는 것으로 간주한다. 

## 해석

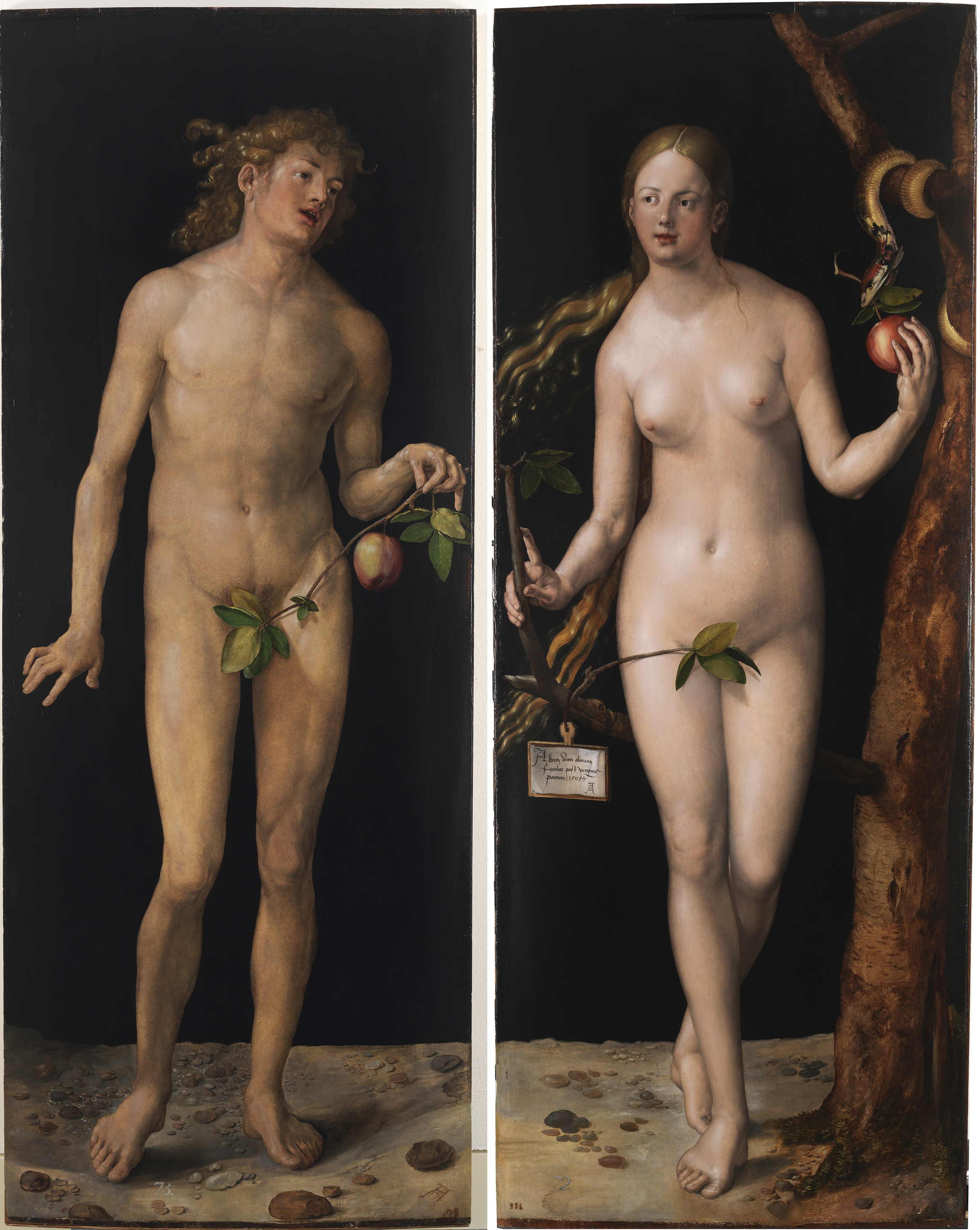
아담과 하와, 알브레히트 뒤러 (1507).

## 같이 보기
- 유신 진화
- 프레임 워크 해석
- 성경의 우주론
- 생성에 따른 창세기
- 창조-진화 논란
- 발전 그리고 로마 카톨릭 교회
- 의 도전성
- Anastasius Sinaita